# اخترالاسلام
اخترالاسلام (انگلیسی: Akhtar-ul-Islam) بازیکن هاکی روی چمن اهل پاکستان بود. از افتخارات وی میتوان به کسب مدال طلا در بازی‌های آسیایی ۱۹۷۰ اشاره کرد.